# خلال‌دندان آبی

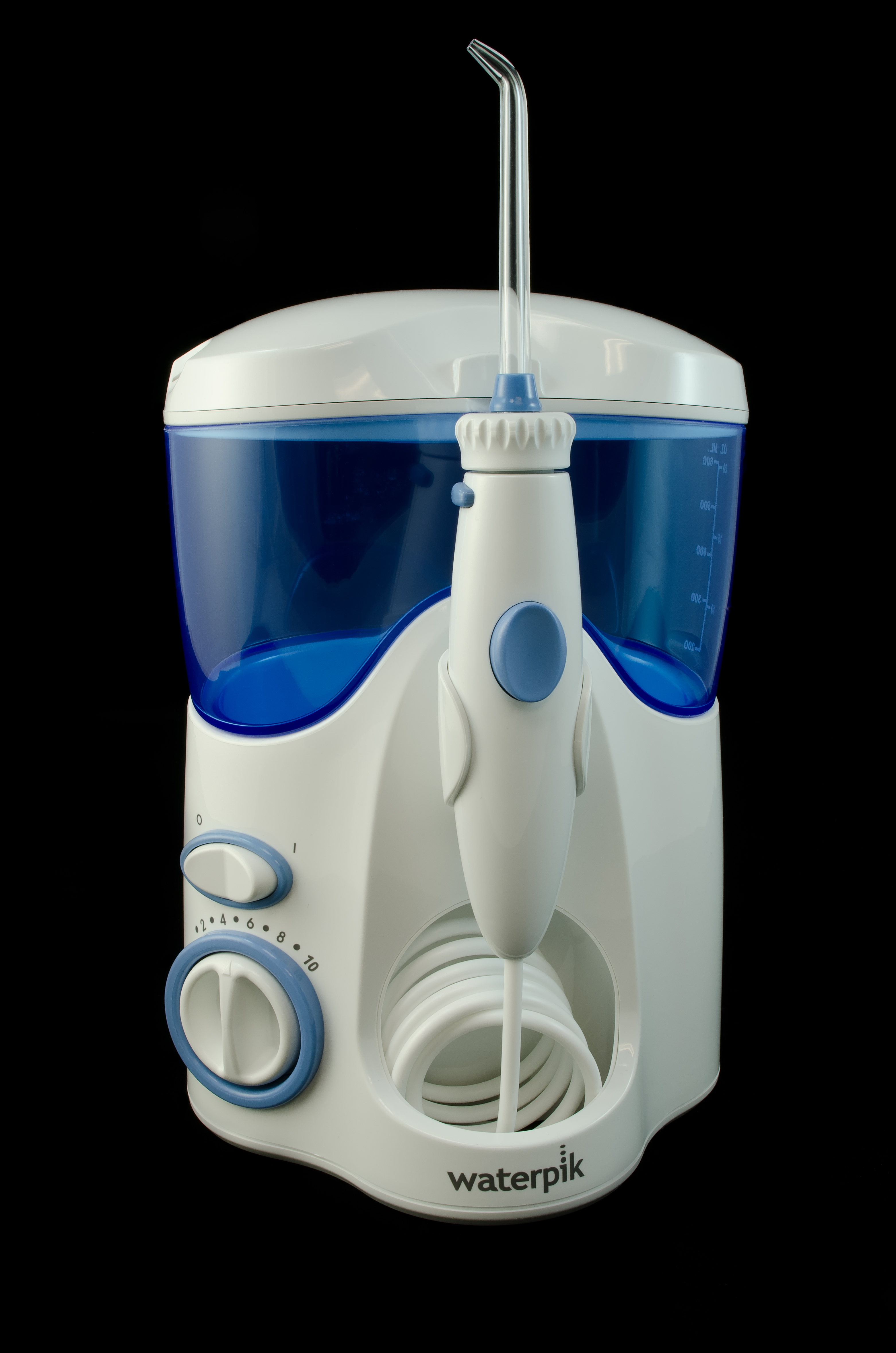
یک دستگاه خلال‌دندان آبی

خلال‌دندان آبی دستگاهی است که از فشار آب زیاد برای پاک کردن جرمها و بقایای مواد غذایی بین دندانها و زیر خط لثه استفاده می‌کند. پژوهشگران معتقدند که استفاده منظم از این نوع خلال‌دندان به حفظ سلامت لثه کمک می‌کند. همچنین ممکن است این نوع خلال‌دندان برای تمیز کردن سیمهای ارتدنسی و دندانهای کاشته شده نیز بهتر باشد.

## تاریخچه
اولین خلال‌دندان آبی در سال ۱۹۶۲ توسط دندانپزشک جرالد مویر و مهندس جان ماتینگلی ساخته شد.
از آن زمان به بعد، خلال‌دندانهای آبی در تعدادی از مطالعات علمی مورد ارزیابی قرار گرفته و برای کسانی که مبتلا به التهاب لثه یا دیابت هستند و کسانی که از دندانهای کاشته شده استفاده می‌کنند آزمایش شده‌است.
یک پژوهش علمی در سال ۲۰۰۸ در مورد اینکه آیا خلال‌دندانهای آبی به عنوان مکمل مسواک مفید هستند، نشان داد که «خلال‌دندانهای آبی اثر مفیدی در کاهش پژکها (پلاکهای) دندانی قابل مشاهده ندارند»، اما این پژوهش نشان داد که خلال‌دندانهای آبی می‌توانند در کنار مسواک زدن منظم دندان، به سلامت لثه کمک کنند. مطالعهٔ دیگری در دانشگاه کالیفرنیای جنوبی نشان داده‌است که نگه‌داشتن ۳ ثانیه آب پرفشار (با ۱۲۰۰ پالس در دقیقه) با فشار ۷۰ پی-اس-آی می‌تواند ۹۹/۹٪ پژکها (پلاکهای) دندانی را تمیز کند.

## سایر مصارف
خلال‌دندانهای آبی برای از بین بردن سنگ‌های لوزه ("لوزه ها") نیز مورد استفاده قرار گرفته‌است.